# Dekanat dłutowski
Dekanat dłutowski – nieistniejący dekanat w archidiecezji łódzkiej. Jego siedzibą był Dłutów – parafia pw. Najświętszego Serca Pana Jezusa i Trzech Króli).
W skład dekanatu wchodziło 6 parafii:
- Parafia Świętego Józefa Oblubieńca Najświętszej Maryi Panny i Narodzenia Najświętszej Maryi Panny w Dąbrowie-Pawlikowicach
- Parafia Najświętszego Serca Pana Jezusa i Trzech Króli w Dłutowie
- Parafia Świętego Rocha w Drużbicach
- Parafia Świętego Teodora Męczennika i Najświętszego Serca Pana Jezusa w Kociszewie
- Parafia św. Floriana w Wadlewie
- Parafia Matki Boskiej Częstochowskiej w Żeroniach